# Seututie 133
Pour les articles homonymes, voir Route 133.
La route régionale 133 (finnois : Seututie 133) ou Vihtijärventie est une route régionale allant de Karkkila jusqu'à Vihti en Finlande.

## Description
La route régionale 133 va de Karkkila à Vihtijärvi dans la municipalité de Vihti. 
La route est goudronnée, à deux voies et longue d'environ 17 kilomètres. 
La route permet de se rendre de Karkkila à Hyvinkää et donne accès à la route nationale 4.

## Parcours
- Karkkila
  - Ahmoo
  - Haavisto
- Vihti
  - Vihtijärvi